# Horst-Werner Nitt
Horst-Werner Nitt (* 11. März 1951 in Bayreuth) ist ein deutscher Politiker. Er war Bürgermeister von Gräfenberg und Pinneberg.

## Leben
Nitt studierte nach dem 1971 bestandenen Abitur bis 1976 an der Universität Erlangen Rechtswissenschaft und Musikwissenschaft. Zwischen 1977 und 1979 war er am Oberlandesgericht Nürnberg als Referendar tätig, von 1979 bis 1990 arbeitete Nitt als selbständiger Rechtsanwalt. 1990 trat er den Posten des Bürgermeisters von Gräfenberg an und blieb bis 1996 im Amt. 1996 legte er seine Mitgliedschaft in der CSU ab und war fortan parteilos. 1996 wurde er von der Pinneberger Ratsversammlung mit den Stimmen der CDU, der GAL sowie der UfW (Unabhängige Freie Wählergemeinschaft Pinneberg) zum Bürgermeister der Stadt gewählt, was von der Pinneberger Zeitung später als „kleine Sensation“ eingestuft wurde.  Nitt äußerte im Jahr 2000 über seine Amtsführung, sein Ziel sei es, bürgernah zu sein. Bei seiner Wiederwahl 2002 wählten ihn die Bürger mit 57 Prozent der Stimmen. 2008 trat Nitt abermals an, wurde aber nicht wiedergewählt und musste das Bürgermeisteramt an Kristin Alheit abgeben. Während seiner Amtszeit war Nitt Mitglied in rund 20 Vereinen.
Nitt kehrte in seine Heimatstadt Bayreuth zurück und wurde dort wieder als Rechtsanwalt tätig. Von 2010 bis 2014 war er Vorsitzender der Gesellschaft der Kulturfreunde Bayreuth. Nitt ist Vater von vier Söhnen.